# Aiteta pulcherrima
Aiteta pulcherrima är en fjärilsart som beskrevs av Robert H. Carcasson 1965. Aiteta pulcherrima ingår i släktet Aiteta och familjen trågspinnare. Inga underarter finns listade i Catalogue of Life.